# Filialkirche Lebenbrunn

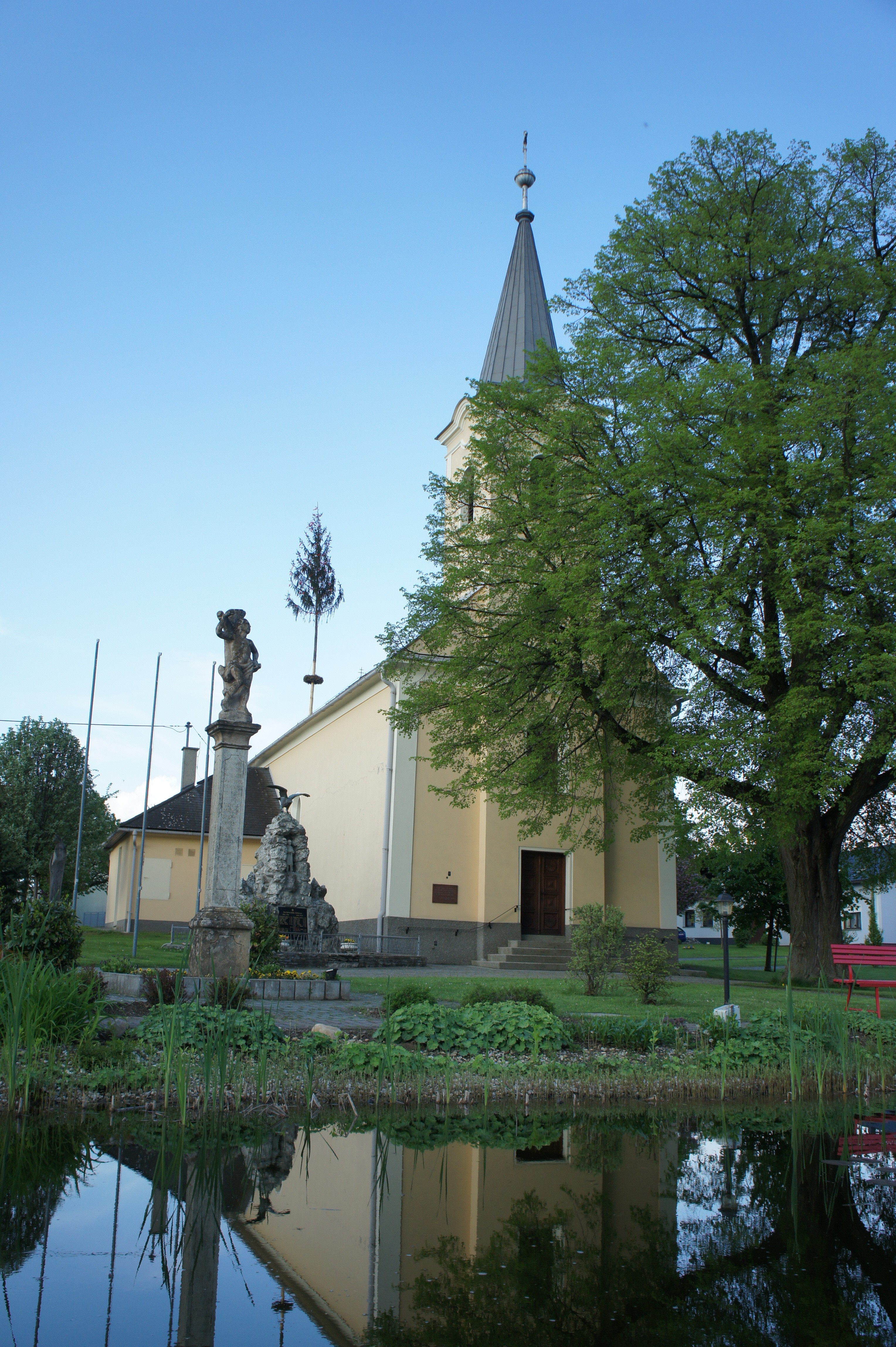
Katholische Filialkirche hl. Ulrich in Lebenbrunn

Die Filialkirche Lebenbrunn steht im Ort Lebenbrunn der Gemeinde Pilgersdorf im Bezirk Oberpullendorf im Burgenland. Die auf den Heiligen Ulrich von Augsburg geweihte römisch-katholische Filialkirche gehört zum Dekanat Oberpullendorf in der Diözese Eisenstadt. Die Kirche steht unter Denkmalschutz (Listeneintrag).

## Geschichte
Eine Vorgängerkirche wurde 1808 erbaut und 1859 abgetragen. 1861/1862 wurde die heutige Kirche erbaut. 1961 wurde die Kirche restauriert.

## Architektur
Der einfache Kirchenbau mit einem halbrund geschlossenen Chor hat einen westlichen Fassadenturm. Das dreijochige Langhaus hat Platzlgewölbe zwischen Gurten auf Pilastern.

## Ausstattung
Der Altar entstand im Ende des 19. Jahrhunderts. An der Südwand ist eine Figur Schmerzensmann mit zwei Putti aus dem Anfang des 19. Jahrhunderts. Der Glasluster ist Jugendstil.